# Análisis cuantitativo (finanzas)
En finanzas, el análisis cuantitativo es la utilización de matemáticas financieras, con frecuencia derivadas de la física y de la estadística, para llevar a cabo análisis financiero. De modo similar, este tipo de análisis tiene lugar en la mayor parte de sectores industriales modernos, si bien en muchas ocasiones este análisis no se conoce en esos sectores como análisis cuantitativo. En la industria de inversión, los analistas que desarrollan análisis cuantitativo son conocidos normalmente como quants.
Aunque el área habitual de análisis de este tipo de técnicas era originalmente la gestión de activos, la gestión de riesgos y la fijación de precios de derivados financieros, el significado del término se ha expandido con el tiempo hasta incluir a aquellos individuos dedicados a casi cualquier aplicación de las matemáticas en finanzas. Un ejemplo es la realización de operaciones electrónicas en los mercados.

## Historia

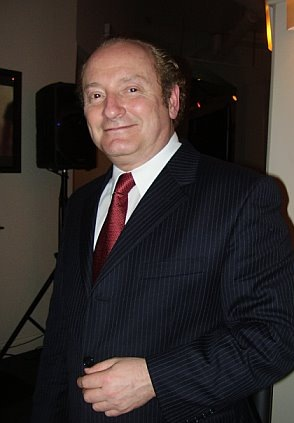
Robert C. Merton, pionero del análisis cuantitativo, introdujo el cálculo estocástico en el estudio de las finanzas.

Las finanzas cuantitativas comenzaron en Estados Unidos en los años setenta, cuando algunos inversores comenzaron a utilizar fórmulas matemáticas para la asignación de precios de acciones y bonos.
Harry Markowitz, en su tesis de doctorado "Portfolio Selection" publicada en 1952, fue uno de los primeros en adaptar formalmente conceptos matemáticos a las finanzas. Markowitz formalizó una noción de rentabilidad media y de convarianzas para acciones que le permitió cuantificar el concepto de "diversificación" en un mercado. Mostró cómo procesar el retorno medio y la varianza para una cartera dada, y argumentó que los inversores deberían mantener solo aquellas carteras cuya varianza fuera mínima entre todas las carteras para un retorno medio dado.
En 1969, Robert Merton introdujo el cálculo estocástico en el estudio de las finanzas. Merton estaba motivado por el deseo de comprender cómo los precios son fijados en los mercados financieros, que es la cuestión económica clásica del "equilibrio".
En paralelo al trabajo de Merton y con su ayuda, Fischer Black y Myron Scholes desarrollaron el modelo Black–Scholes, que fue galardonado en 1997 con el Premio Nobel de Economía.

## Acercamientos matemáticos y estadísticos
El análisis cuantitativo suele basarse en tres tipos de matemáticas: la estadística y la probabilidad, el cálculo centrado en ecuaciones en derivadas parciales y la econometría. La mayoría de los analistas cuantitativos tienen escasa formación en economía, y suelen aplicar un conjunto de herramientas tomadas de la física. Los físicos suelen tener menos experiencia en técnicas estadísticas, por lo que suelen basarse en aproximaciones basadas en ecuaciones en derivadas parciales, y sus soluciones suelen basarse en el análisis numérico.
Los métodos numéricos más utilizados son:
- Método de las diferencias finitas, utilizado para resolver ecuaciones en derivadas parciales, y
- Método de Montecarlo, también utilizado para resolver ecuaciones en derivadas parciales, pero siendo también común la utilización de la simulación de Monte Carlo en la gestión de riesgos.

## Áreas de trabajo
- Desarrollo de estrategias de trading
- Optimización de carteras de inversión
- Fijación de precios de derivados y hedging
- Gestión de riesgos:
- Análisis de crédito

## Publicaciones seminales
- 1900 - Louis Bachelier, Théorie de la spéculation
- 1952 - Harry Markowitz, Portfolio Selection (Teoría de Portafolio)
- 1956 - John Larry Kelly, A New Interpretation of Information Rate
- 1967 - Edward O. Thorp y Sheen Kassouf, Beat the Market
- 1972 - Eugene Fama y Merton Miller, Theory of Finance
- 1973 - Fischer Black y Myron Scholes, The Pricing of Options and Corporate Liabilities y Robert C. Merton, Theory of Rational Option Pricing (Black–Scholes)
- 1976 - Fischer Black, The pricing of commodity contracts (Black model)
- 1977 - Phelim Boyle, Options: A Monte Carlo Approach, Métodos de Monte Carlo para fijación de precios de opciones
- 1977 - Oldrich Vasicek, An equilibrium characterisation of the term structure (Modelo de Vasicek)
- 1980 -  Lawrence G. McMillan, Options as a Strategic Investment
- 1982 - Barr Rosenberg y Andrew Rudd, Factor-Related and Specific Returns of Common Stocks: Serial Correlation and Market Inefficiency’', Journal of Finance, mayo de 1982 V. 37: #2
- 1982 - Robert Engle Autoregressive Conditional Heteroskedasticity With Estimates of the Variance of U.K. Inflation
- 1985 - John C. Cox, Jonathan E. Ingersoll y Stephen Ross, A theory of the term structure of interest rates, Modelo Cox–Ingersoll–Ross
- 1988 - John Hull, Options, futures, and other derivatives
- 1990 - Fischer Black, Emanuel Derman y William Toy, A One-Factor Model of Interest Rates and Its Application to Treasury Bond, Modelo Black-Derman-Toy
- 1992 - Fischer Black y Robert Litterman: Global Portfolio Optimization, Financial Analysts Journal, septiembre de 1992, pp. 28–43 (Modelo Black-Litterman)
- 1995 - Richard Grinold y Ronald Kahn, Active Portfolio Management: Quantitative Theory and Applications
- 1996 - Philippe Jorion (Valor en Riesgo)
- 1997 - Espen Gaarder Haug, The Complete Guide to Option Pricing Formulas
- 1998 - Paul Wilmott, Derivatives: The Theory and Practice of Financial Engineering
- 2004 - Emanuel Derman, My Life as a Quant: Reflections on Physics and Finance
- 2004 - Steven E. Shreve, Stochastic Calculus for Finance